# St. Christoph (Graz)

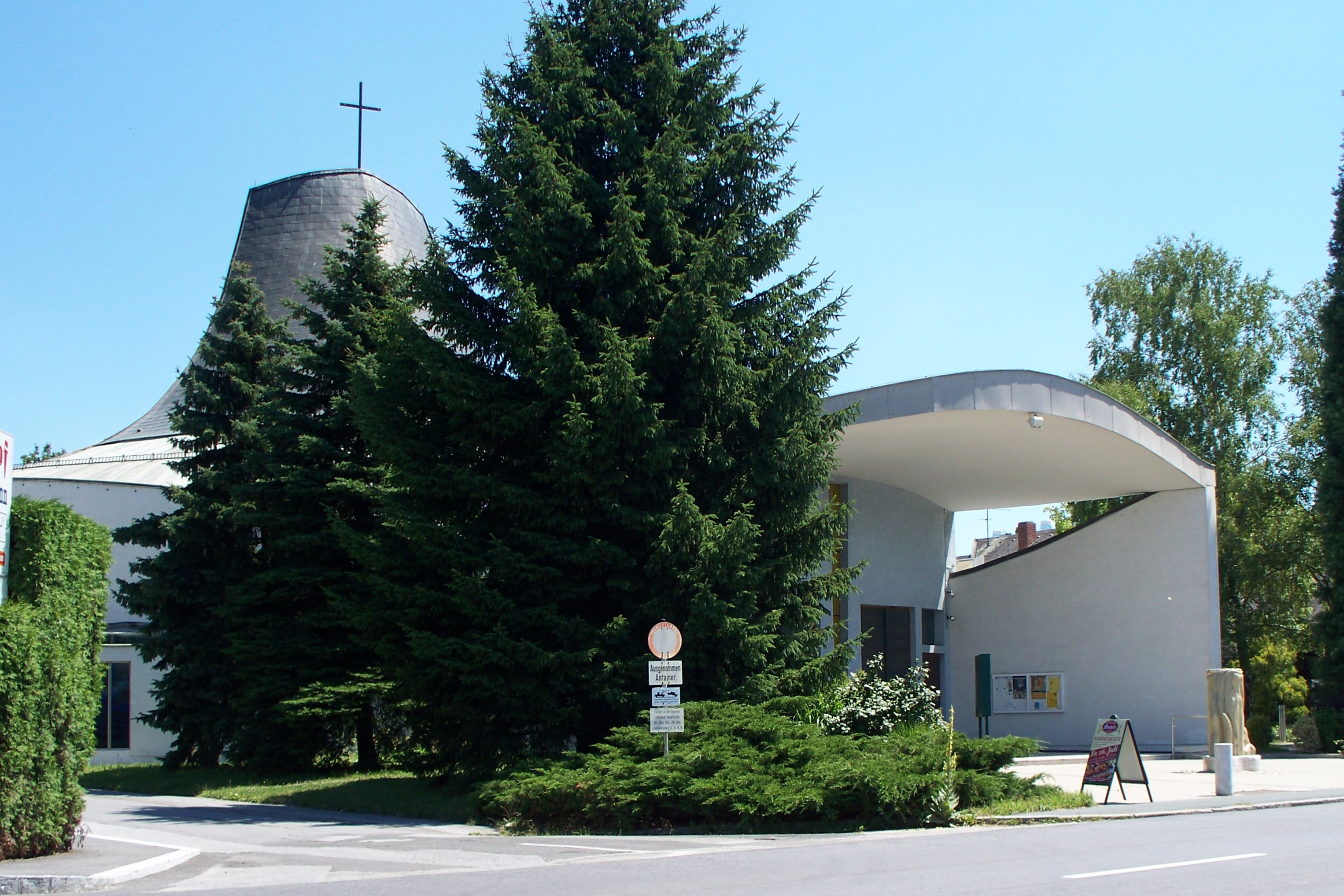
St. Christoph (2010)

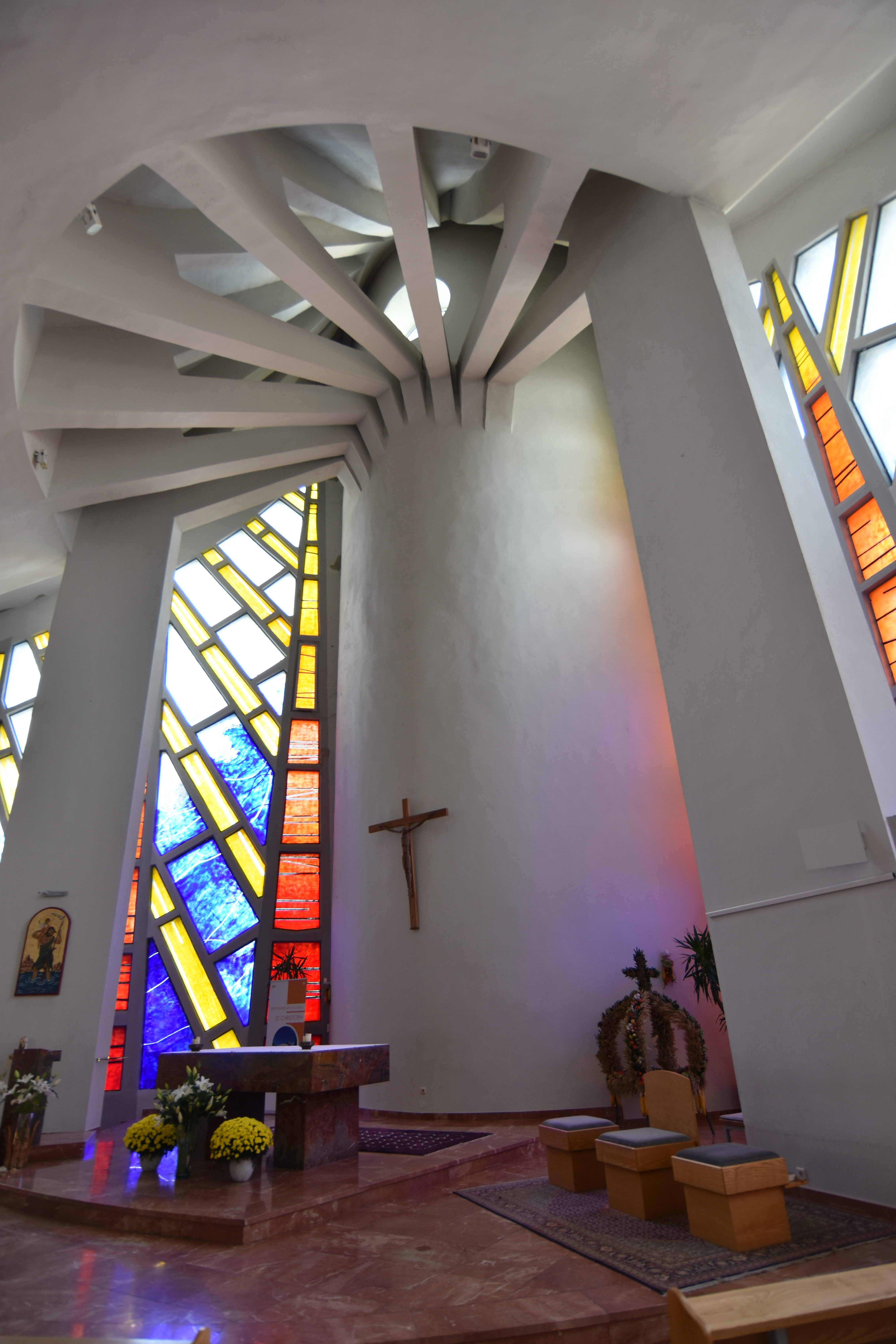
Innenansicht der Kirche

Die Kirche St. Christoph bzw. Pfarrkirche Graz-Thondorf ist eine römisch-katholische Kirche im 7. Grazer Stadtbezirk Liebenau. Sie ist die Pfarrkirche der Pfarre Graz-St. Christoph in Thondorf im Dekanat Graz-Süd der Stadtkirche Graz.

## Geschichte
Durch den Zuzug der Arbeiter des Grazer Puch-Werks (heute Magna Steyr) nahm die Bevölkerung in Liebenau und Thondorf stark zu. Die Kirche St. Christoph wurde von 1962 bis 1964 nach den Plänen des Architekten Robert Kramreiter errichtet und wurde am 30. August 1964 dem heiligen Christophorus geweiht. Die Wahl des Titelheiligen war naheliegend, da die Pfarre unmittelbar an die Grazer Produktionsstätte des damals größten österreichischen Fahrzeugherstellers Steyr-Daimler-Puch in Graz-Thondorf angrenzt. 
Mit 1. Jänner 1974 wurde eine Pfarrexpositur errichtet und mit 1. Jänner 1981 wurde St. Christoph zur eigenen Pfarre. Sie betreut neben dem südlichsten Gebiet Liebenaus auch die Ortschaft Thondorf von Gössendorf – da es sich auch beim Puchwerk um eingemeindete Teile, die Katastralgemeinde Graz Stadt-Thondorf, handelt, trägt sie jenen Namen. Dort betreut sie als Messkapelle die Ortskapelle Hlgst. Dreifaltigkeit, daneben auch die Messkapelle Hl. Josef im Pfarrkindergarten. Die Pfarre bildet heute mit Graz-Liebenau einen Pfarrverband.

## Gestaltung
Der Sakralbau sollte im Kontrast zu den benachbarten Industriebauten stehen. 

„Die plastisch dynamische Formgebung, ohne die Schwere des Betonbrutalismus, wurde der Kirche St.Christoph … in Thondorf bei Graz (1962-64) von Robert Kramreiter zugrunde gelegt. Ein Zentralbau, der beeinflusst wurde von Le Corbusiers Wallfahrtskirche in Ronchamp. Mit diesem, seinem letzten Kirchenbau, ändert Kramreiter die Gestaltungsformen seiner nach 1945 erbauten Zentralbauten. Über einem symbolischen Grundriss eines Fisches, dem immer noch die Form eines Kreissegmentes zugrunde liegt, erhebt sich ein zum Altar hin höher werdender, heller Innenraum. Der helle Raumeindruck wird durch die seitlichen Betonglasfenster erreicht. Der halbkreisförmige Altarbereich wird von einer gekrümmten Wand hinterfangen und rechts und links von Betonstützen begrenzt. Obwohl vier Bankblöcke im Halbkreis angeordnet sind, entsteht vom Eingang zum Altar eine ausgeprägte Symmetrieachse und damit eine Längsachse.“

Der Bau weckte zuerst Widerstand in der Bevölkerung. Neben dem Hauptraum wurde die Taufkapelle angebaut, die mit ihm durch eine spiralförmige Rampe verbunden ist. Als Glockenträger dient ein Campanile, das Kruzifix der Kirche stammt von Ulf Mayer, Tabernakel, Leuchten, Ewiges Licht und Altarkreuz von Karl Huber, einem Grazer Goldschmied, eine geschnitzte Madonna vom Liebenauer Holzschnitzer Heinrich Bliemegger.